# Albert Gomes
Albert Maria Gomes, né le 25 mars 1911 à Port-d'Espagne et mort le 13 janvier 1978 à Londres, est un syndicaliste et homme politique trinidadien. Il fut le premier ministre en chef de Trinité-et-Tobago de 1950 à 1956.

## Biographie
Albert Gomes est né à Belmont un faubourg de Port-d'Espagne à Trinité. Son père avait immigré de Madère en 1892 et la famille de sa mère était arrivée à Trinité en 1878 en passant par Nevis et Antigua. Après avoir terminé l’école secondaire Gomes étudié le journalisme au City College of New York entre 1928 et 1930. 
De retour à Trinité après ses études, Gomes crée une revue littéraire The Beacon, à laquelle participent de jeunes intellectuels comme Cyril Lionel Robert James, Alfred Mendes ou Ralph de Boissière (en). Cette revue iconoclaste fait connaître Gomes.
Dans les années 1930, le gouvernement libéralise le système colonial et Albert Gomes exige des droits pour les travailleurs, plus de salaire, et critique la structure de pouvoir colonial avec des arguments révolutionnaires. En 1935, il devient le président du Federated Workers Trade Union (en). Il est élu au conseil municipal de Port-d'Espagne en 1938, où il sert pendant neuf ans. En 1945, il est élu au Conseil législatif et devient membre du Conseil exécutif en 1946. En 1950, il fonde le Party of Political Progress Groups (en) et concourt sous ses couleurs lors des élections de 1950. Il est alors réélu au Conseil législatif et devient aussi le premier Ministre en chef de Trinité-et-Tobago prenant aussi en charge les portefeuilles du Travail, de l'Industrie et du Commerce. 
Gomes et tout son gouvernement partagent alors une idéologie très anticommuniste, au point d'accepter le maintien de la nomination d'une partie des membres du parlement par le gouverneur, ce qui permet d'éviter l'arrivée au pouvoir des partisans de Tubal Uriah Butler (en). De plus, son gouvernement persécute les rares marxistes du pays et force les syndicats qui en faisaient partie à se désaffilier de la Fédération syndicale mondiale.
Sous son gouvernement, Trinité-et-Tobago connaît un développement industriel modéré qui ne contrebalance pas le poids de l'industrie pétrolière ni de l'agriculture. Le gouvernement lance notamment en 1950 un plan quinquennal de développement économique.
Cependant, face à l'autoritarisme de Gomes, l'opposition se structure peu à peu sous la direction d'Eric Williams qui fonde en 1956 le Mouvement national du peuple. Gomes rassemble plusieurs partis pour gagner les élections générales de 1956, mais il perd ces élections.
Après 1962 et l'indépendance, la période du gouvernement de Gomes fut très critiquée par Eric Williams. Albert Gomes quitte alors Trinité-et-Tobago pour s'installer au Royaume-Uni. Il meurt à Londres le 13 janvier 1976.